# Rudolf Gramlich
Rudolf «Rudi» Gramlich (Fráncfort del Meno, 6 de junio de 1908-ibídem, 14 de marzo de 1988) fue un futbolista y dirigente deportivo alemán. En su etapa como jugador profesional se desempeñaba como centrocampista. 
Fue presidente del Eintracht Fráncfort en dos períodos: 1939-42 y 1955-69, y más tarde fue nombrado presidente honorario. También fue presidente del comité de la Bundesliga entre 1967 y 1974.

## Selección nacional
Fue internacional con la selección alemana en 22 ocasiones. Formó parte de la selección alemana que obtuvo el tercer lugar en la Copa Mundial de 1934 y fue el capitán de su selección en los Juegos Olímpicos de Berlín 1936.

### Participaciones en la Copa del Mundo
| Mundial                        | Sede   | Resultado    | Partidos | Goles |
| ------------------------------ | ------ | ------------ | -------- | ----- |
| Copa Mundial de Fútbol de 1934 | Italia | Tercer lugar | 1        | 0     |

### Participaciones en Juegos Olímpicos
| Olimpiada                       | Sede          | Resultado        | Partidos | Goles |
| ------------------------------- | ------------- | ---------------- | -------- | ----- |
| Juegos Olímpicos de Berlín 1936 | Alemania nazi | Cuartos de final | 1        | 0     |

## Clubes
| Club                          | País                | Año       |
| ----------------------------- | ------------------- | --------- |
| Sportfreunde Freiberg/Sachsen | República de Weimar | 1926-1929 |
| Eintracht Fráncfort           | Alemania nazi       | 1929-1939 |
| Eintracht Fráncfort           | Alemania nazi       | 1943-1944 |

## Palmarés

### Campeonatos regionales
| Título                            | Club                | País                | Año  |
| --------------------------------- | ------------------- | ------------------- | ---- |
| Bezirksliga Main-Hessen           | Eintracht Fráncfort | República de Weimar | 1930 |
| Campeonato de Alemania Meridional | Eintracht Fráncfort | República de Weimar | 1930 |
| Bezirksliga Main-Hessen           | Eintracht Fráncfort | República de Weimar | 1931 |
| Bezirksliga Main-Hessen           | Eintracht Fráncfort | República de Weimar | 1932 |
| Campeonato de Alemania Meridional | Eintracht Fráncfort | República de Weimar | 1932 |
| Gauliga Südwest/Mainhessen        | Eintracht Fráncfort | Alemania nazi       | 1938 |

## Condecoraciones
| Distinción                                                                            | Año  |
| ------------------------------------------------------------------------------------- | ---- |
| Gran Cruz de Primera Clase de la Orden del Mérito de la República Federal de Alemania | 1974 |